# Lennart Almqvist
Lennart Axel Ludvig Almqvist, född den 15 april 1889 i Stockholm, död den 12 november 1934 i Åre, var en svensk jurist. Han var son till Sven Almqvist.
Almqvist avlade studentexamen 1908 och juris kandidatexamen vid Stockholms högskola 1912. Efter tjänstgöring som tillförordnad domhavande och som extra ordinarie assessor i Svea hovrätt utnämndes han 1922 till vice häradshövding. Åren 1923–1925 var han chef för inskrivningsavdelningen i Södra Roslags domsaga och därefter vattenrättssekreterare vid Österbygdens vattendomstol. År 1930 utnämndes han till häradshövding i Luleå domsaga.